# Chartainvilliers
Chartainvilliers ist eine französische Gemeinde mit 665 Einwohnern (Stand: 1. Januar 2022) im Département Eure-et-Loir in der Region Centre-Val de Loire. Sie gehört zum Arrondissement Chartres und zum Kanton Épernon. Die Einwohner werden Carnutes genannt.

## Geographie
Chartainvilliers liegt etwa elf Kilometer nordnordöstlich von Chartres und etwa 22 Kilometer südwestlich von Rambouillet. Umgeben wird Chartainvilliers von den Nachbargemeinden Maintenon im Norden und Nordosten, Saint-Piat im Osten, Jouy im Süden sowie Bouglainval im Westen und Nordwesten.

## Bevölkerungsentwicklung
| Jahr                       | 1962 | 1968 | 1975 | 1982 | 1990 | 1999 | 2006 | 2013 | 2020 |
| Einwohner                  | 208  | 197  | 239  | 548  | 560  | 630  | 749  | 716  | 690  |
| Quellen: Cassini und INSEE |      |      |      |      |      |      |      |      |      |

## Kultur und Sehenswürdigkeiten
- Kirche Saint-Jean-Baptiste von 1390, 1696 wieder errichtet
- Alte Windmühle
- Tunnel des Eure-Kanals

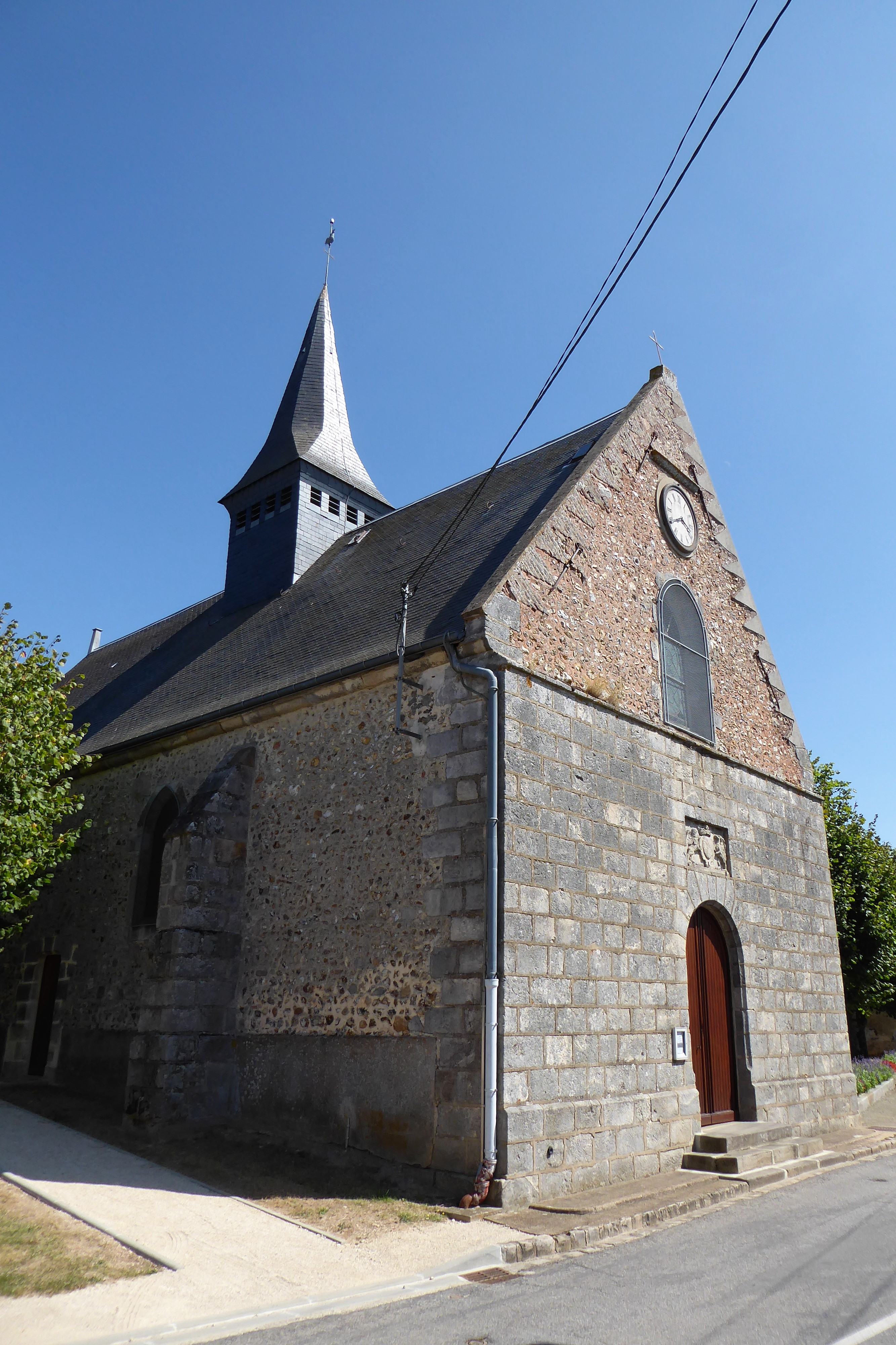
Kirche Saint-Jean-Baptiste
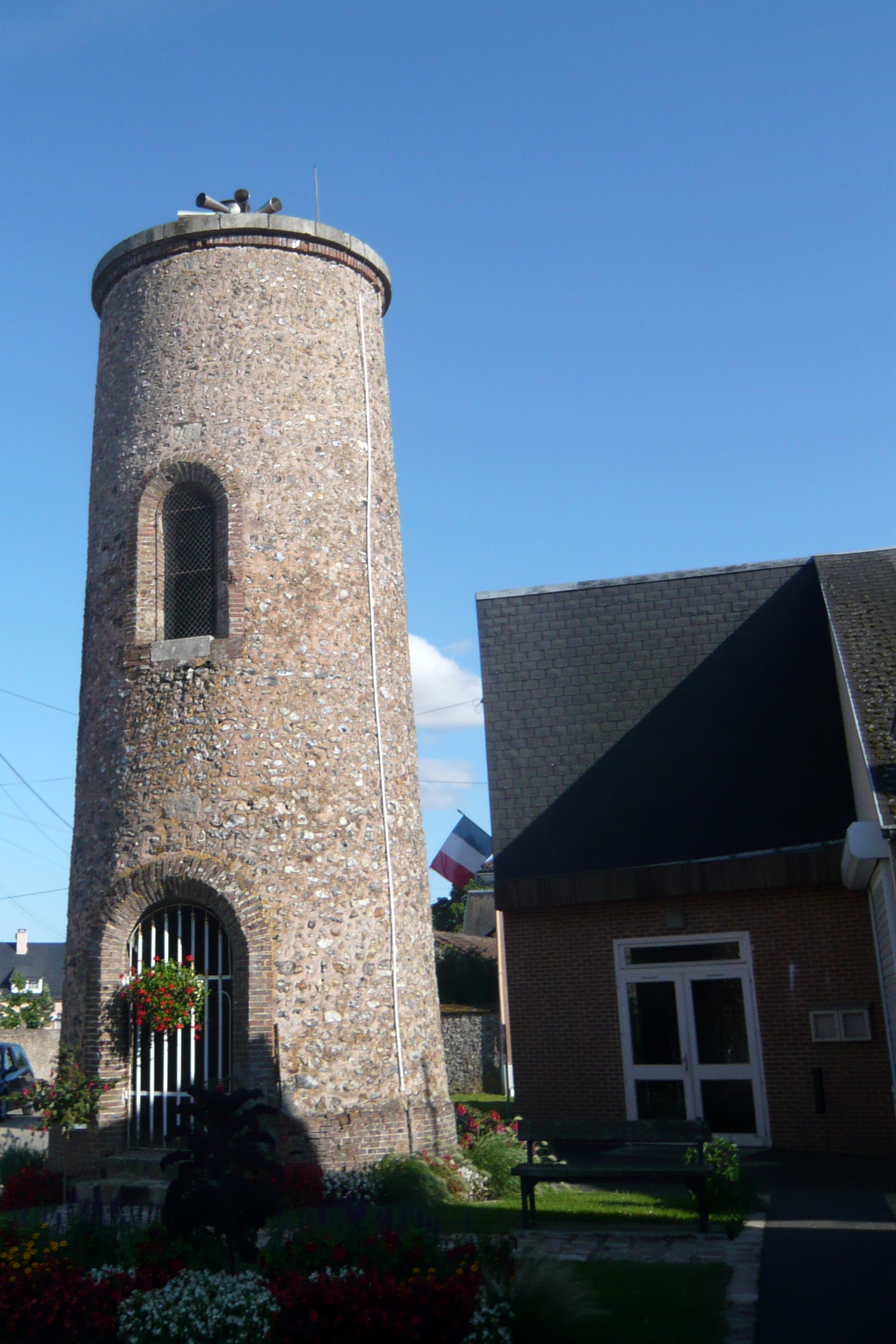
Reste der alten Windmühle
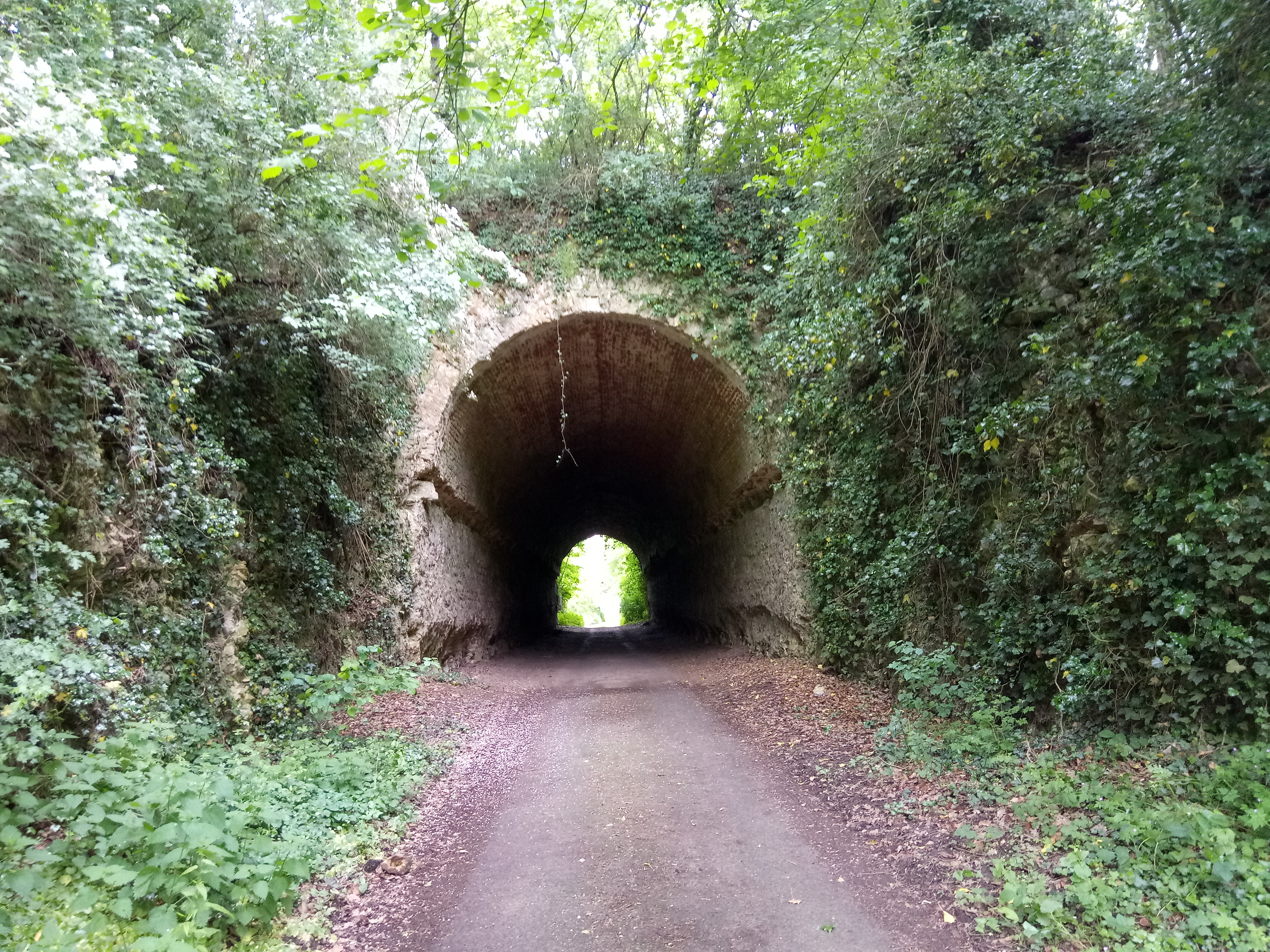
Tunnel des nie fertiggestellten Eure-Kanals